# Holznachbarn
Holznachbarn ist ein Gemeindeteil von Sankt Wolfgang im oberbayerischen Landkreis Erding.

## Geographie
Die Einöde Holznachbarn liegt etwa zwei Kilometer ostsüdöstlich vom Gemeindehauptort Sankt Wolfgang entfernt, oberhalb der südwestlichen Abhänge des Gattergebirges, unweit der Kreisstraße ED 21 von Klaus nach Oberornau.

## Geschichte

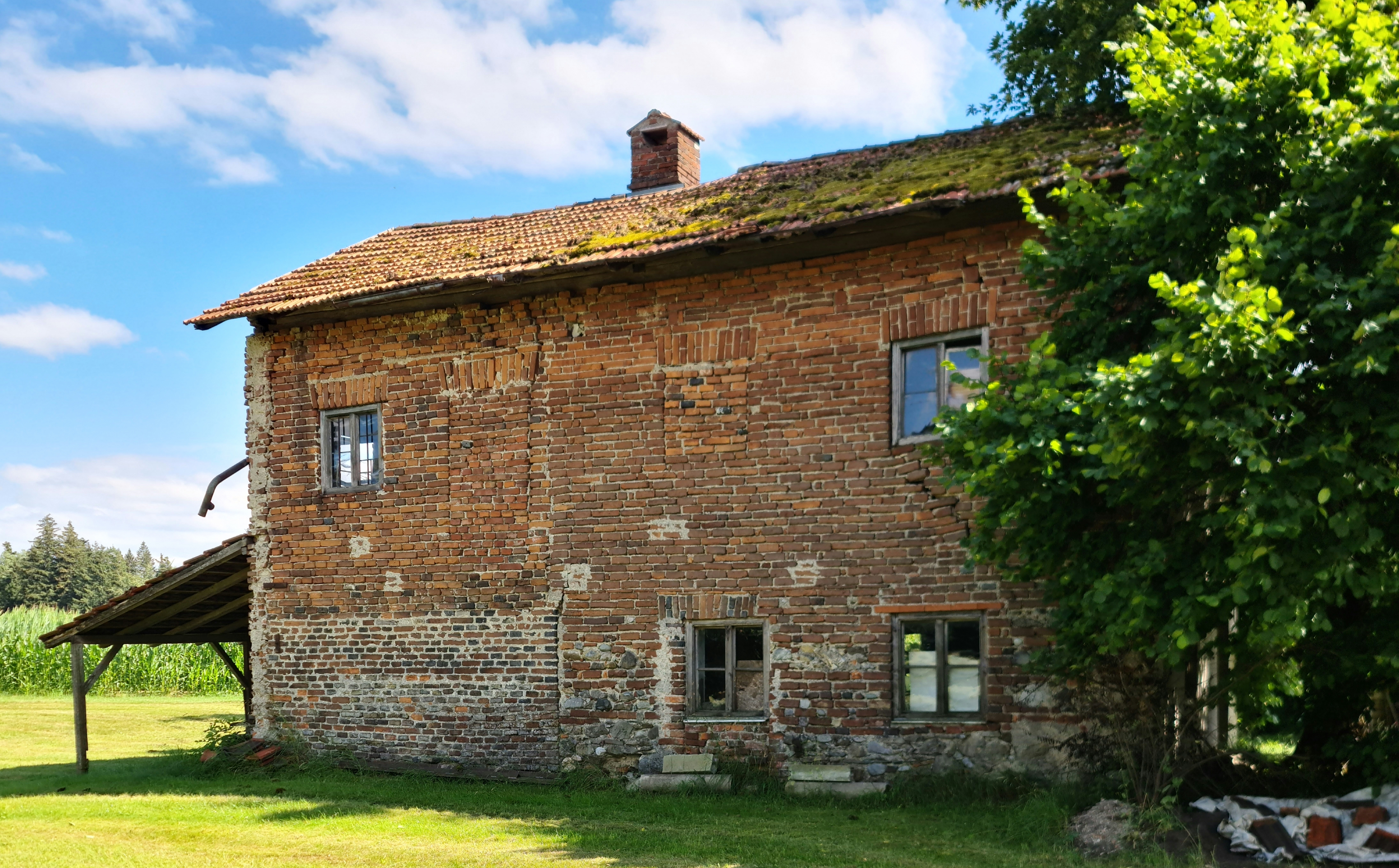
Holznachbarn 1 Altbau

Die aus zwei mehrteiligen Bauernhöfen bestehende Einöde entstand zwischen dem 10. und 12. Jahrhundert. Im Jahr 1600 war Holznachbarn noch doppelt so groß, der Ort bestand aus 4 Höfen, die ausschließlich Wehrbauerngüter waren.
Das älteste Gebäude im Ort ist das ehemalige Austragshaus von Holznachbarn 1, das wohl um oder nach 1800 errichtet wurde.

## Bevölkerungsentwicklung
In Holznachbarn gab es 1871 elf Einwohner. Im Mai 1987 lebten dort zehn Einwohner in zwei Wohngebäuden.
| Jahr      | 1871 | 1925 | 1950 | 1970 | 1987 |
| Einwohner | 11   | 16   | 20   | 14   | 10   |

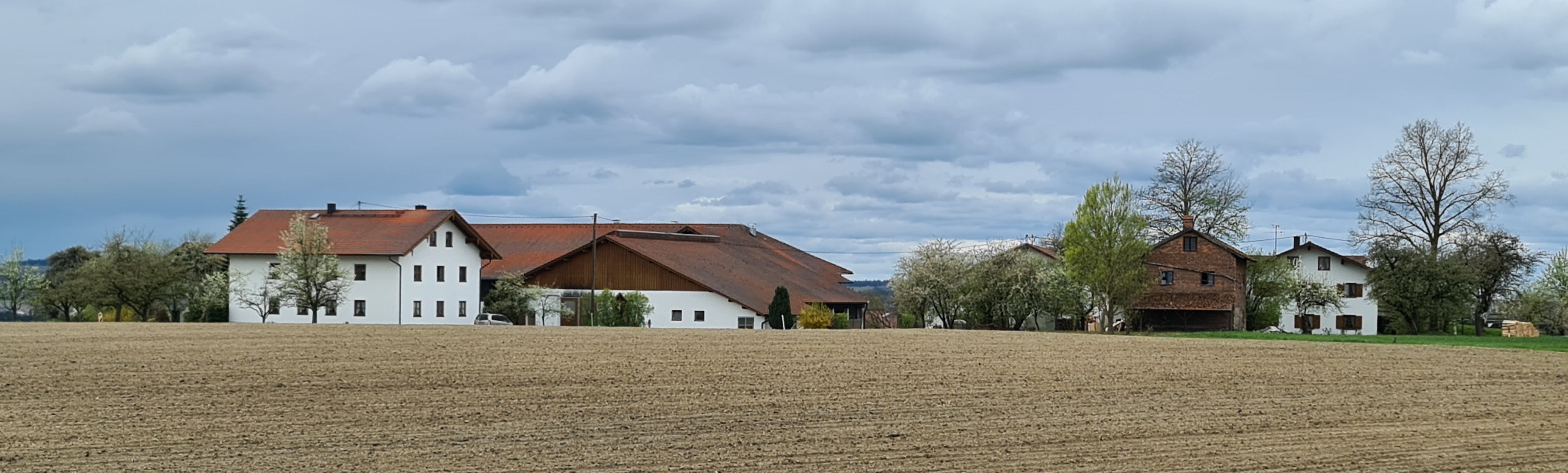
Holznachbarn, Panoramabild